# Arceuthobium abietinum
Arceuthobium abietinum là một loài thực vật có hoa trong họ Santalaceae. Loài này được (Engelm.) Hawksw.& Wiens mô tả khoa học đầu tiên năm 1970.

## Hình ảnh

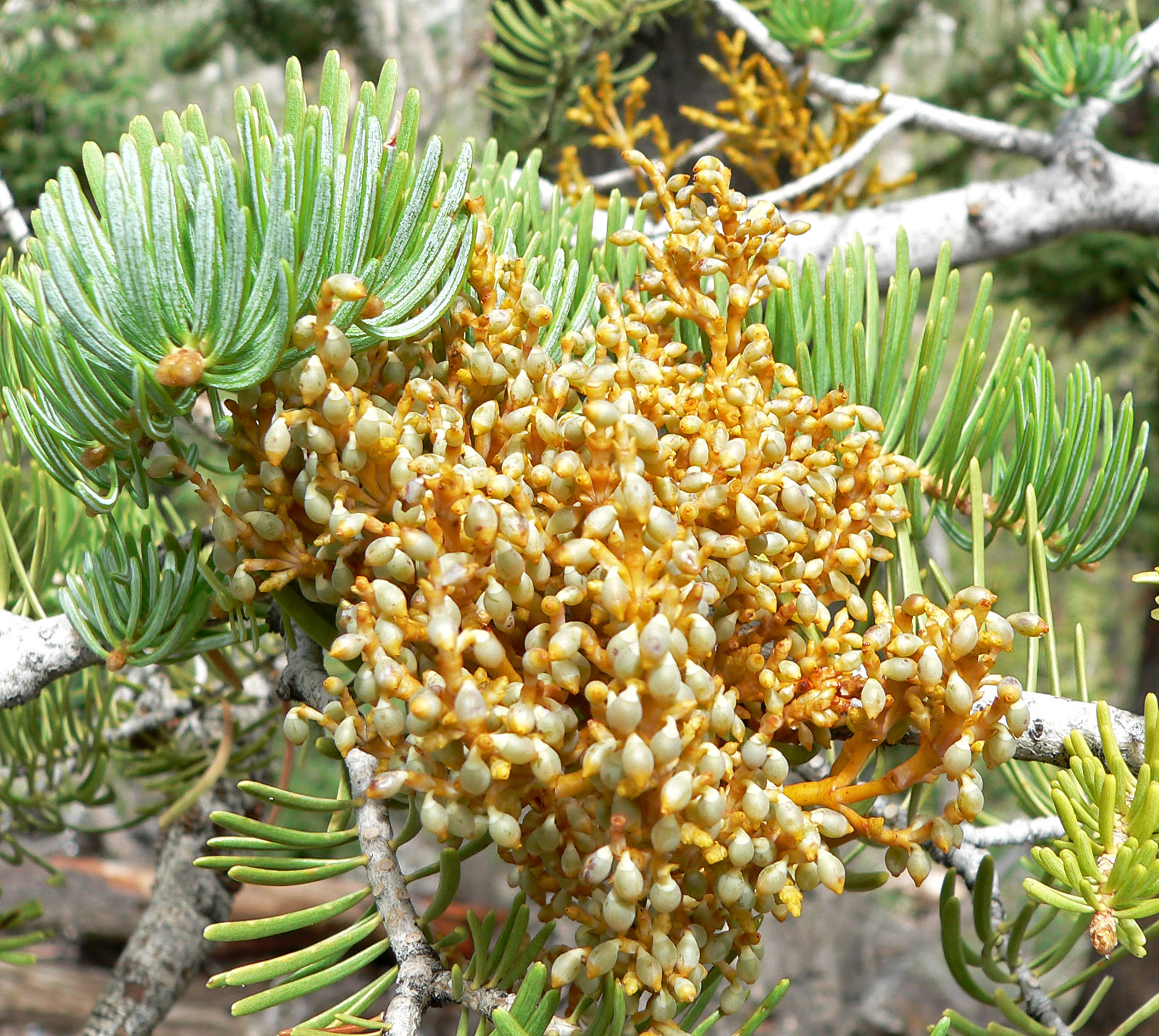
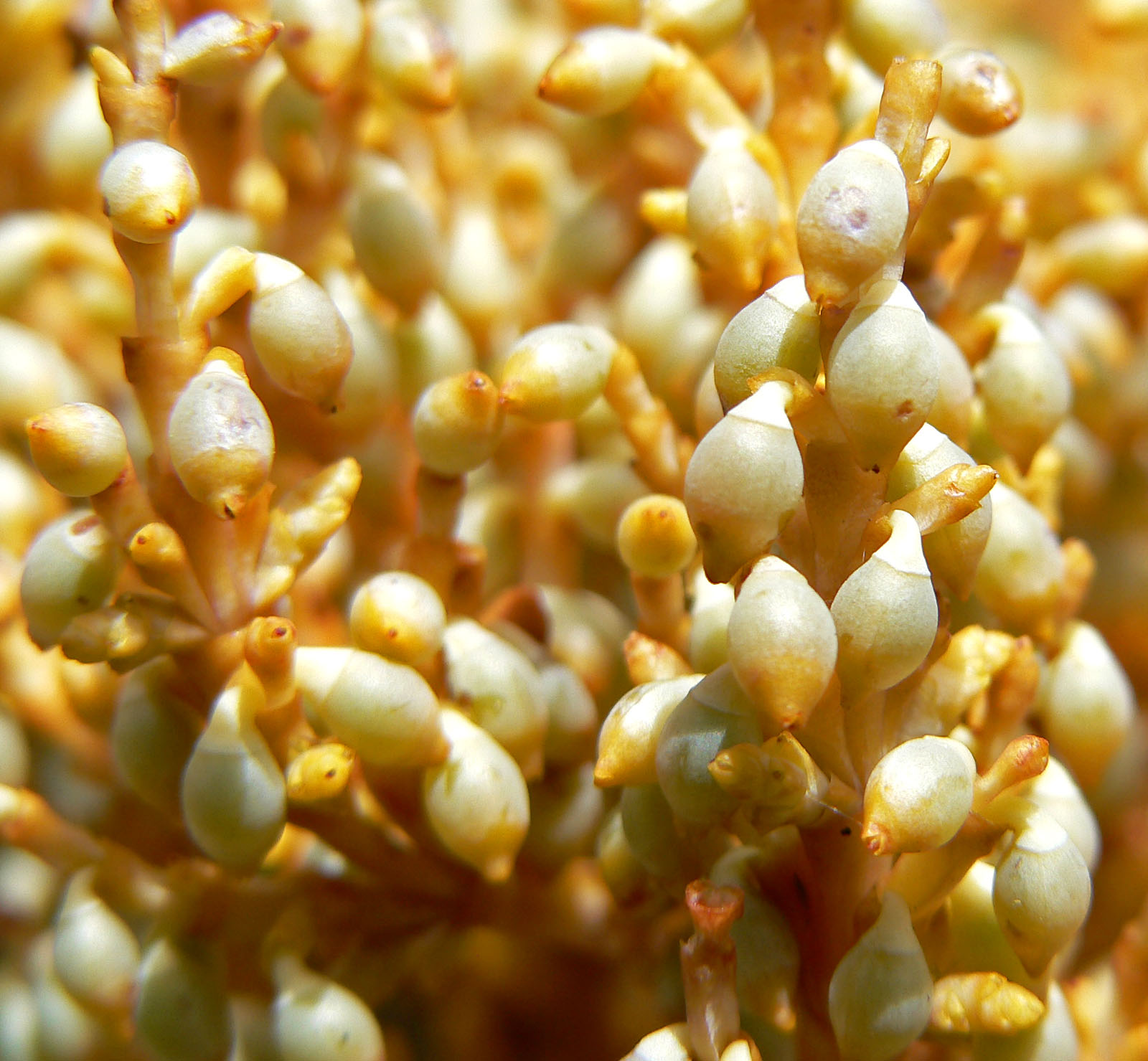
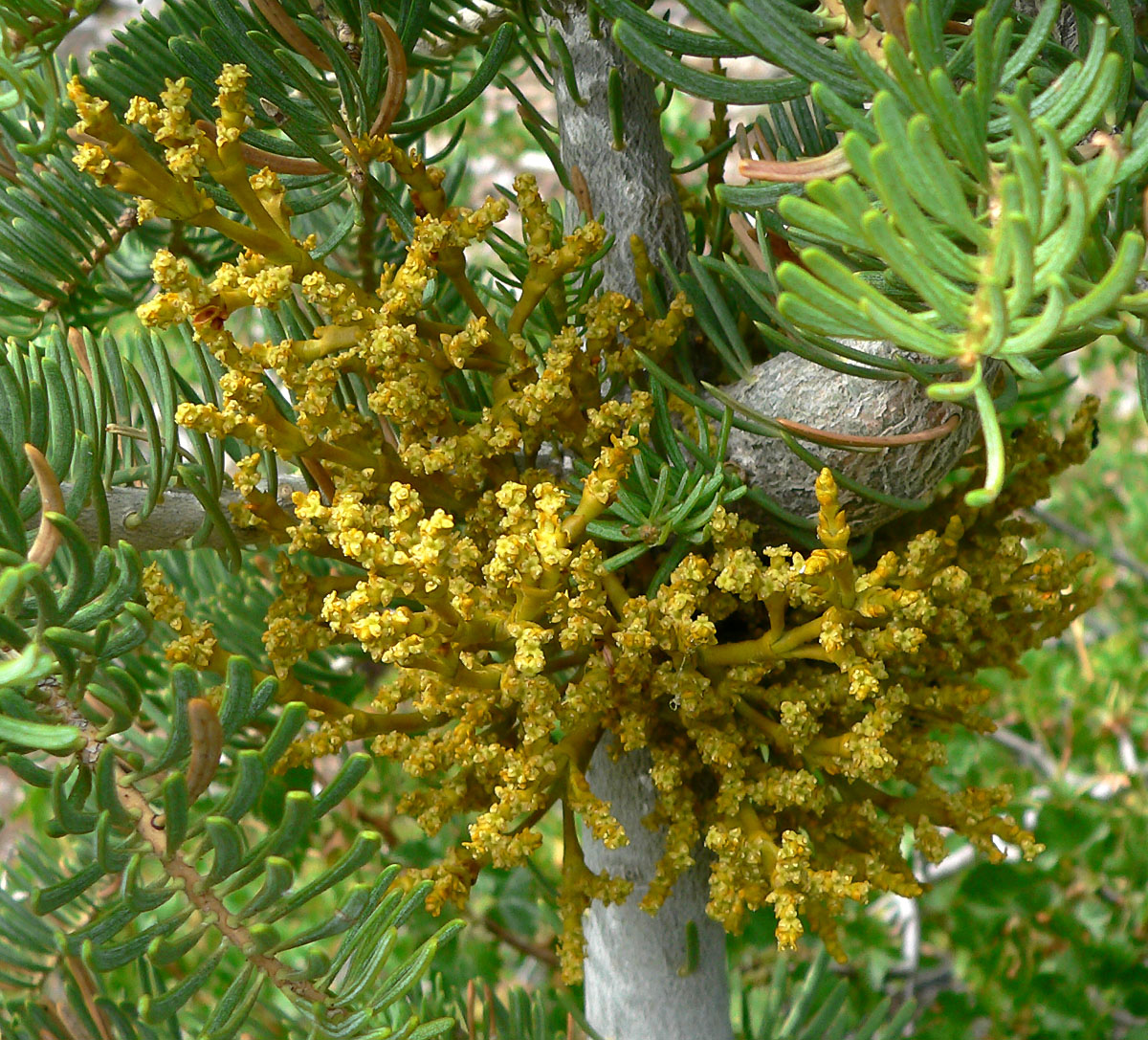
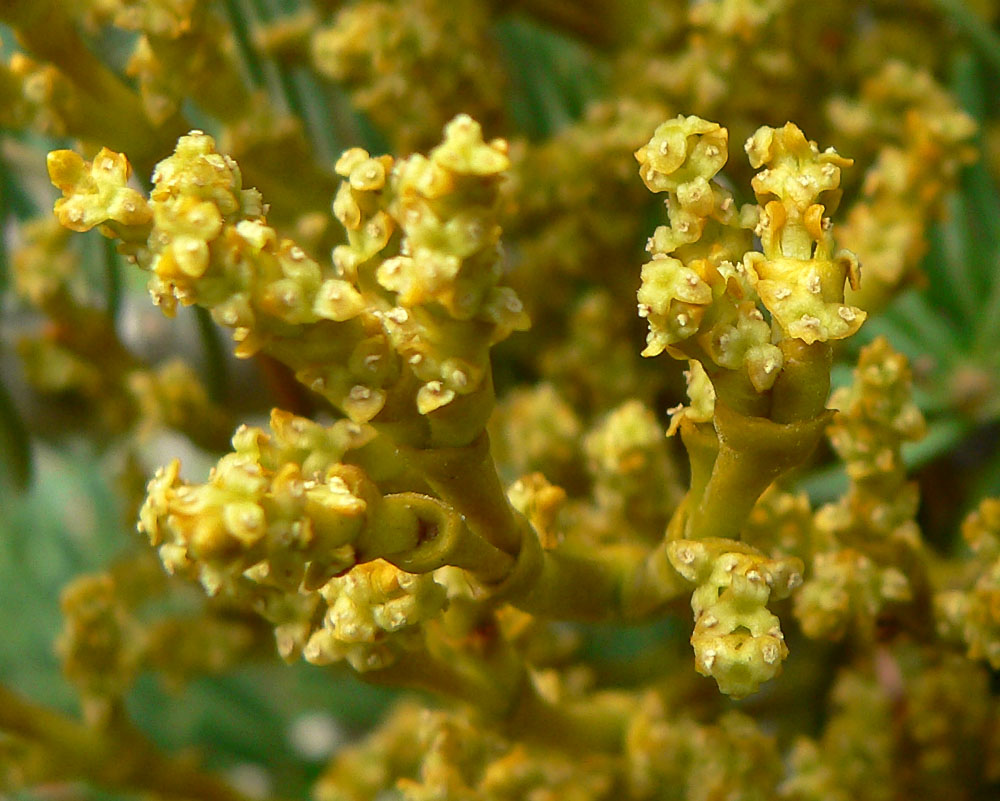